# Пйотр Жемло
Пйотр Земло (пол. Piotr Żemło, нар. 10 липня 1995, Польща) — польський футболіст, захисник футбольної команди «Вісла» що нині виступає в Екстраклясі.